# Blasiuskapelle (Briach)

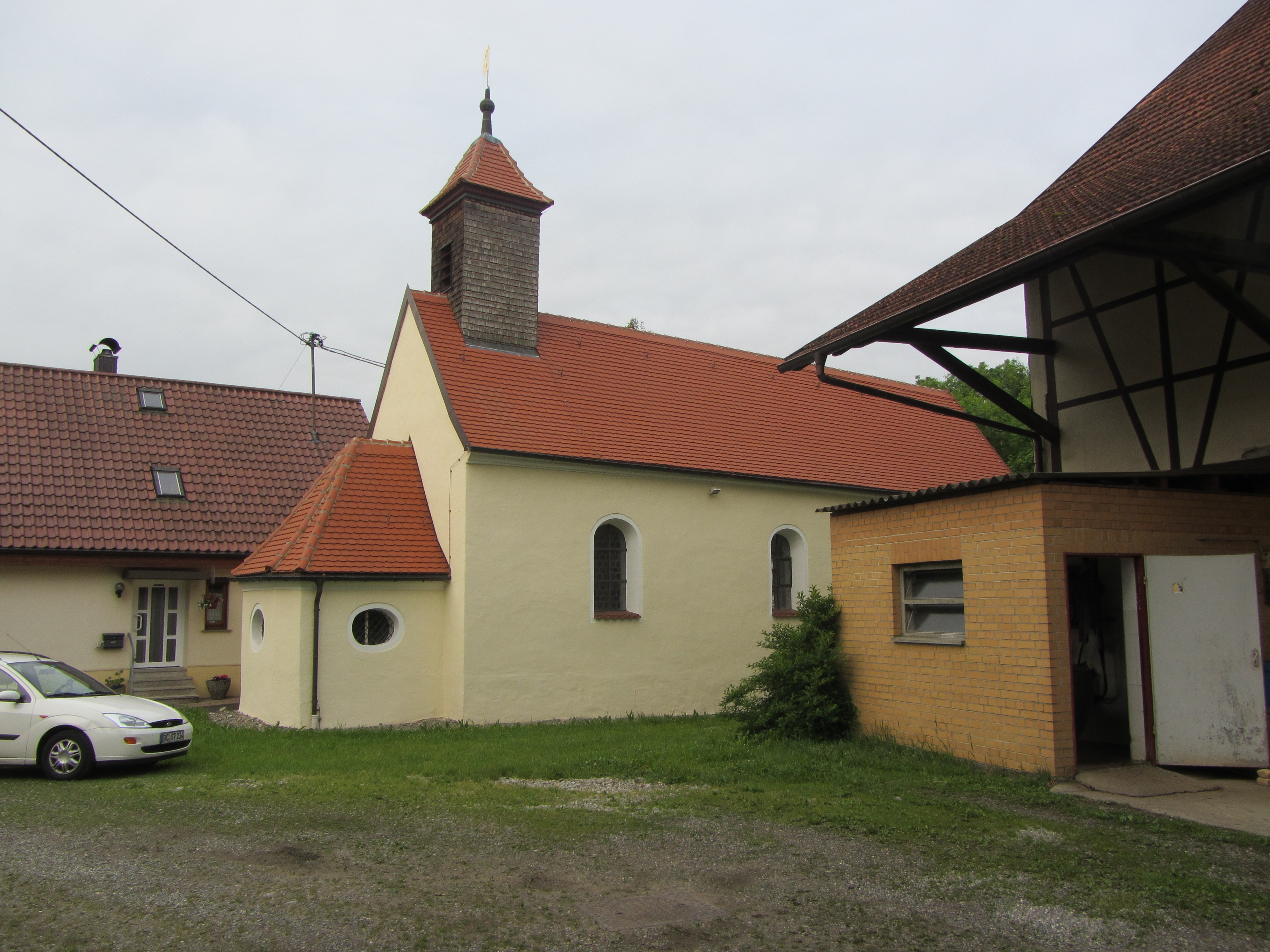
Blasiuskapelle in Briach 2012

Die Blasiuskapelle in Briach ist eine Kapelle im Weiler Briach in der Gemeinde Baienfurt im oberschwäbischen Landkreis Ravensburg.

## Geschichte, Lage und Bauwerk
Im Jahre 1252 gelangte Briach in den Besitz der Abtei Weingarten. Die geostete Kapelle befindet sich, etwas versteckt mitten im Weiler Briach. Man erreicht sie über die Abzweigung von der Landstraße 314 auf der Höhe des Sterkshofes über die K 7949 in Richtung Köpfingen. Bauwerk und Grundstück der Kapelle gehören der Diözese Rottenburg-Stuttgart. Die Kapelle liegt zwischen einem Wohnhaus und einem landwirtschaftlichen Anwesen.
Im Chor der Kapelle finden sich Reste romanischen Mauerwerks. Ihre Entstehung fiel in die Auseinandersetzung zwischen den Welfen und Staufern um das Herzogtum Schwaben. Am Ende des 17. Jahrhunderts wurde die Kapelle maßgeblich verändert, nach Westen verlängert, die Fenster im Schiff - drei an der Längswand und eines am Westgiebel - wurden zu Rundbogenfenstern erweitert und eine flachere biberschwanzgedeckte Sakristei hinzugefügt. Die Sakristei im Osten hat drei Querovalfenster. Auf dem östlichen First befindet sich ein barocker Turmhelm mit Glocke. Die aus vergoldetem Blech bestehende Dachreiterspitze ist mit einem Heilig-Blut-Reliquiar im Strahlenkranz bestückt. In dem Dachreiter befindet sich ein Glockenstuhl nebst Glocke.
Die Blasiuskapelle wurde im Oktober 2013 von der Denkmalstiftung Baden-Württemberg als „Denkmal des Monats“ ausgezeichnet.

## Innenausstattung

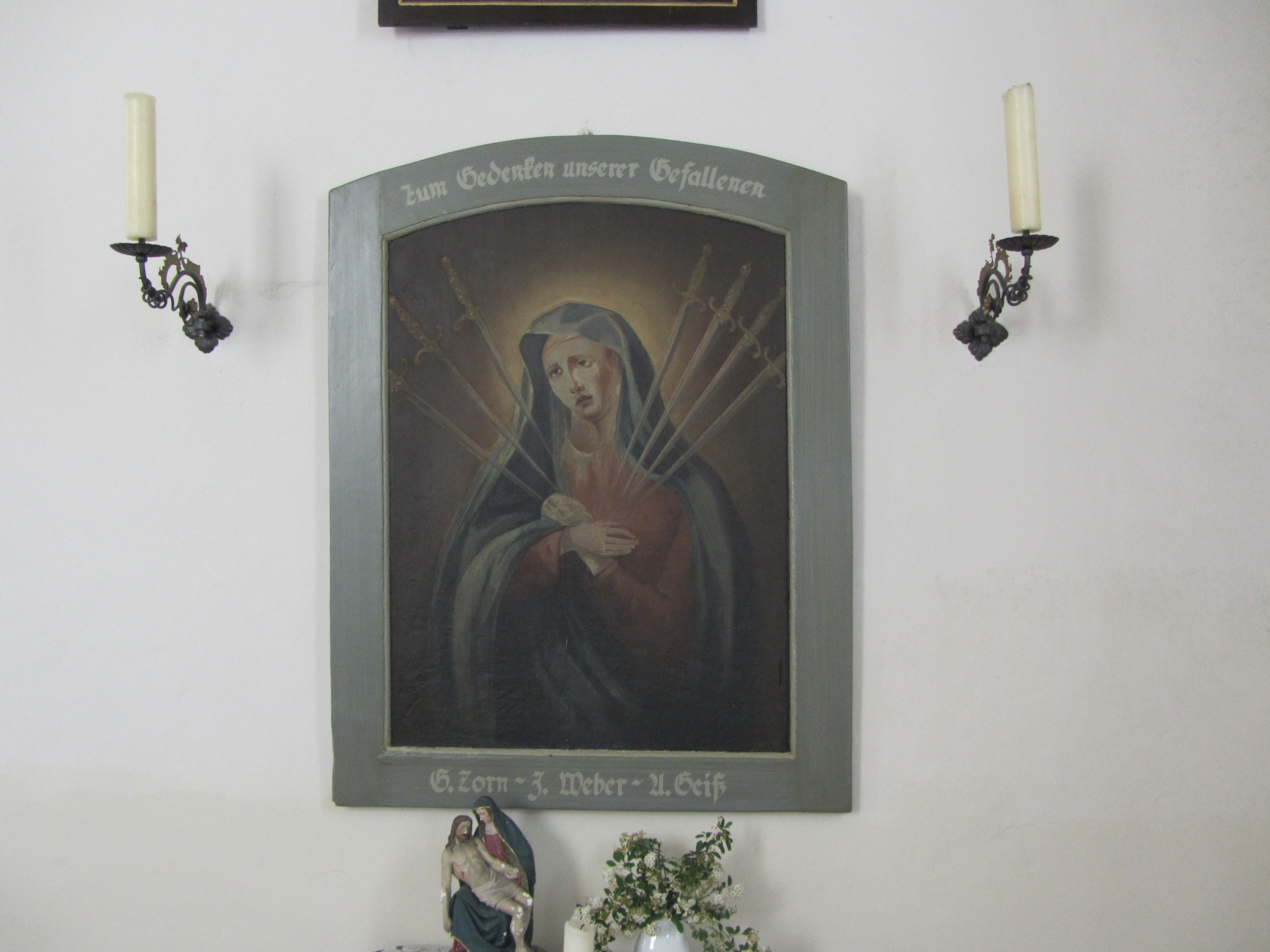
Schmerzensmutter und Gedenkbild an die gefallenen Soldaten 2012

Der aus der Spätgotik stammende Altar wurde im Jahre 1852 neu gefasst. Das Altarblatt zeigt eine Szene aus dem Leben des heiligen Blasius. Über den Altarskulpturen der Heiligen Agatha (links) und des heiligen Blasius befindet sich eine Mondsichelmadonna mit Kind aus dem Jahr 1520. Die Holzskulpturen links und rechts des Altars zeigen eine stehende Madonna mit Kind aus der ersten Hälfte des 16. Jahrhunderts in der Art von Multscher, ohne Schleier und eine 65 cm hohe  Blasiusfigur aus der ersten Hälfte des 14. Jahrhunderts. Die aus Laubholz geschaffene Blasiusskulptur ist somit eine der ältesten Figuren in Baienfurt.
Acht Tafelbilder befinden sich in der Kapelle. Sie befassen sich mit den Themen und Personen Kreuzigung. Kreuzabnahme, Marienkrönung, Schmerzensmutter, St. Nepomuk, St. Josef, Gnadenbild Mariahilf sowie Maria vom Blut.
Auf dem Bild der Schmerzensmutter sind die Namen dreier gefallener Soldaten verzeichnet. Die gesamte Ausstattung der Kapelle verweist auf den Besitzer der Kapelle, die ehemalige Abtei Weingarten und die Gründerfamilie des Klosters, die Welfen. Der einschiffige Saalbau wurde im Jahre 1980 renoviert und farblich ausgestattet mit weißen Wänden, grauen Stuckprofilen, rosa Kehlen und Spiegelflächen.
Am Blasiustag (3. Februar) findet eine Prozession der Kirchengemeinde Baienfurt zur Blasiuskapelle statt.